# Rory Gallagher
William Rory Gallagher, irski glasbenik, kitarist, pevec, skladatelj, * 2. marec 1948, Ballyshannon, County Donegal, Irska, † 14. junij 1995, London, Združeno kraljestvo.
Odraščal je v irskem mestu Cork. V poznih šestdesetih letih je ustanovil zasedbo Taste. V sedemdesetih in osemdesetih je nanizal precej solo albumov in si utrdil svetovni sloves legendarnega blues rock kitarista. Slovel je po virtuoznosti ter spektakularnih odrskih nastopih. Prodal je več kot 30 milijonov plošč po vsem svetu. Leta 1995 je imel presaditev jeter, ampak je nekaj dni kasneje umrl zaradi zapletov. Januarja 1985 je odigral dva koncerta v Sloveniji - Maribor in Ljubljana.

## Diskografija
- Rory Gallagher - 1971
- Deuce - 1971
- Live in Europe - 1972
- Blueprint - 1973
- Tattoo - 1973
- Irish Tour '74 - 1974
- Against the Grain - 1975
- Calling Card - 1976
- Photo-Finish - 1978
- Top Priority - 1979
- Stage Struck - 1980
- Jinx - 1982
- Defender - 1987
- Fresh Evidence - 1990